# Espéraza
Espéraza, en occitan Esperasan , est une commune française située dans le sud-ouest du département de l'Aude, en région Occitanie.
Sur le plan historique et culturel, la commune fait partie du Razès, un pays historiquement très étendu, qui ne se résume aujourd'hui qu'aux collines de la Malepère et au bas Razès au centre et au sud, limité par le pays de Sault. Exposée à un climat océanique altéré, elle est drainée par l'Aude, le ruisseau de Fa, le ruisseau de Couleurs, le ruisseau de Granès et par deux autres cours d'eau. La commune possède un patrimoine naturel remarquable : deux sites Natura 2000 (les « hautes Corbières » et le « pays de Sault ») et trois zones naturelles d'intérêt écologique, faunistique et floristique.
Espéraza est une commune rurale qui compte 1 695 habitants en 2022. Elle appartient à l'unité urbaine d'Espéraza. Ses habitants sont appelés les Espérazanais ou  Espérazanaises.
Le patrimoine architectural de la commune comprend deux  immeubles protégés au titre des monuments historiques : l'église Saint-Michel, classée en 1956 et inscrite en 1956, et le Pont, inscrit en 1948.

## Géographie

### Localisation
Espéraza est une commune située dans la haute vallée de l'Aude, sur l'Aude, entre Couiza et Quillan.

### Communes limitrophes
Les communes limitrophes sont Antugnac, Campagne-sur-Aude, Couiza, Granès, Montazels, Rennes-le-Château, Saint-Ferriol et Val-du-Faby.
|                   | Antugnac      | Montazels                 |
| Val-du-Faby       | Espéraza      | Couiza                    |
| Campagne-sur-Aude | Saint-Ferriol | Rennes-le-Château, Granès |

### Géologie et relief
Espéraza se situe en zone de sismicité 3 (sismicité modérée).

### Voies de communication et transports
Accès SNCF : gare d'Espéraza sur la ligne Carcassonne - Rivesaltes.

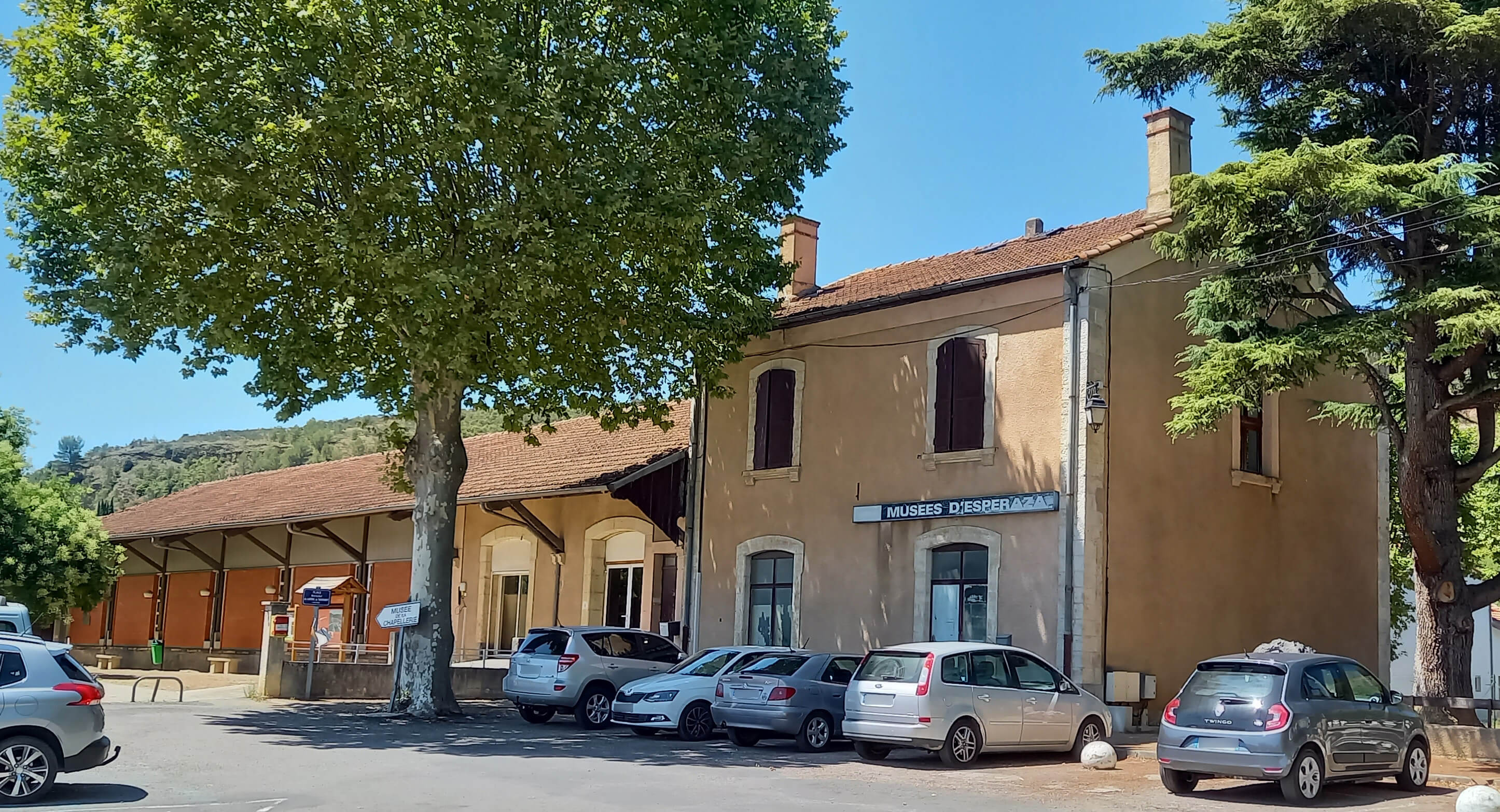
ancienne gare devenue musée

### Hydrographie
La commune est dans la région hydrographique « Côtiers méditerranéens », au sein du bassin hydrographique Rhône-Méditerranée-Corse. Elle est drainée par l'Aude, le ruisseau de Fa, le ruisseau de Couleurs, le ruisseau de Granès, Rec d'Aval et le ruisseau de Pradines, qui constituent un réseau hydrographique de 9 km de longueur totale,.
L'Aude, d'une longueur totale de 223,59 km, prend sa source dans la commune des Angles et s'écoule du sud vers le nord. Elle traverse la commune et se jette dans le golfe du Lion à Fleury, après avoir traversé 73 communes.
Le ruisseau de Fa, d'une longueur totale de 14,2 km, prend sa source dans la commune de Saint-Jean-de-Paracol et s'écoule d'ouest en est. Il traverse la commune et se jette dans l'Aude sur le territoire communal, après avoir traversé 4 communes.

### Climat
Pour des articles plus généraux, voir Climat de l'Occitanie et Climat de l'Aude.
En 2010, le climat de la commune est de type climat océanique altéré, selon une étude s'appuyant sur une série de données couvrant la période 1971-2000. En 2020, Météo-France publie une typologie des climats de la France métropolitaine dans laquelle la commune est exposée à un climat de montagne ou de marges de montagne et est dans la région climatique Pyrénées orientales, caractérisée par une faible pluviométrie, un très bon ensoleillement (2 600 h/an), un air sec, particulièrement en hiver et peu de brouillards.
Pour la période 1971-2000, la température annuelle moyenne est de 13,2 °C, avec  une amplitude thermique annuelle de 15,3 °C. Le cumul annuel moyen de précipitations est de 845 mm, avec 9,7 jours de précipitations en janvier et 5,2 jours en juillet. Pour la période 1991-2020 la température moyenne annuelle observée sur la station météorologique la plus proche, située sur la commune de Granès à 5 km à vol d'oiseau, est de 13,5 °C et le cumul annuel moyen de précipitations est de 724,6 mm,. Pour l'avenir, les paramètres climatiques de la commune estimés pour 2050 selon différents scénarios d’émission de gaz à effet de serre sont consultables sur un site dédié publié par Météo-France en novembre 2022.

### Milieux naturels et biodiversité

#### Réseau Natura 2000

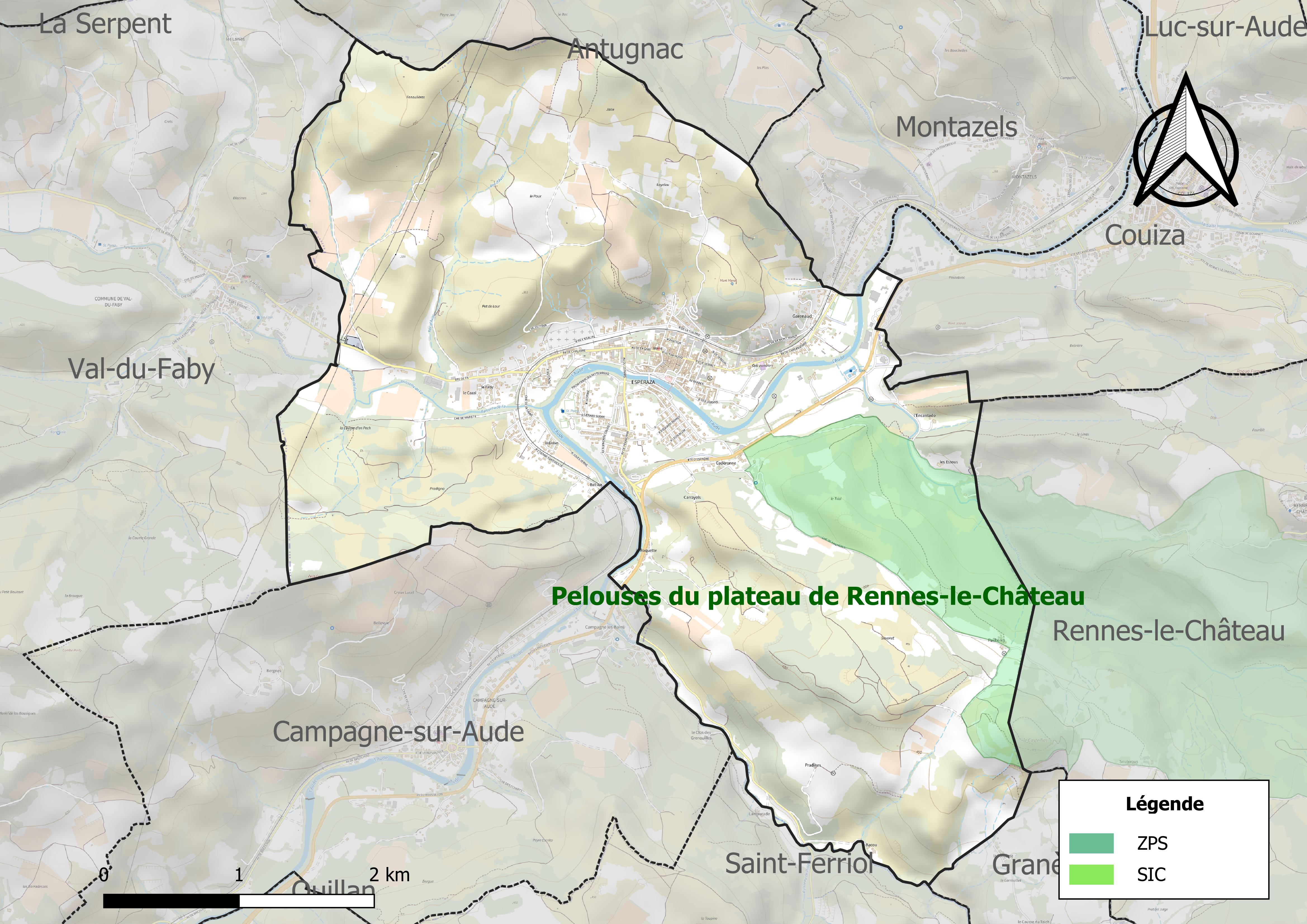
Sites Natura 2000 sur le territoire communal.

Le réseau Natura 2000 est un réseau écologique européen de sites naturels d'intérêt écologique élaboré à partir des directives habitats et oiseaux, constitué de zones spéciales de conservation (ZSC) et de zones de protection spéciale (ZPS).
deux sites Natura 2000 ont été définis sur la commune au titre de la directive oiseaux : : 
- le « pays de Sault », d'une superficie de 71 499 ha, présentant une grande diversité d'habitats pour les oiseaux. On y rencontre donc aussi bien les diverses espèces de rapaces rupestres, en particulier les vautours dont les populations sont en augmentation, que les passereaux des milieux ouverts (bruant ortolan, alouette lulu) et des espèces forestières comme le pic noir[16] ;
- les « hautes Corbières », d'une superficie de 28 398 ha, accueillant une avifaune riche et diversifiée : rapaces tels que les Busards, l'Aigle Royal, le Circaète Jean-le-Blanc, qui trouvent sur place des conditions favorables à la nidification et à leur alimentation du fait de l'importance des milieux ouverts[17].

#### Zones naturelles d'intérêt écologique, faunistique et floristique
L’inventaire des zones naturelles d'intérêt écologique, faunistique et floristique (ZNIEFF) a pour objectif de réaliser une couverture des zones les plus intéressantes sur le plan écologique, essentiellement dans la perspective d’améliorer la connaissance du patrimoine naturel national et de fournir aux différents décideurs un outil d’aide à la prise en compte de l’environnement dans l’aménagement du territoire.
Une ZNIEFF de type 1 est recensée sur la commune :
les « pelouses du plateau de Rennes-le-Château » (738 ha), couvrant 3 communes du département et deux ZNIEFF de type 2, : 
- les « Corbières occidentales » (59 005 ha), couvrant 66 communes du département[20] ;
- le « plateau de Puivert » (8 514 ha), couvrant 11 communes du département[21].

Carte des ZNIEFF de type 1 et 2 à Espéraza.
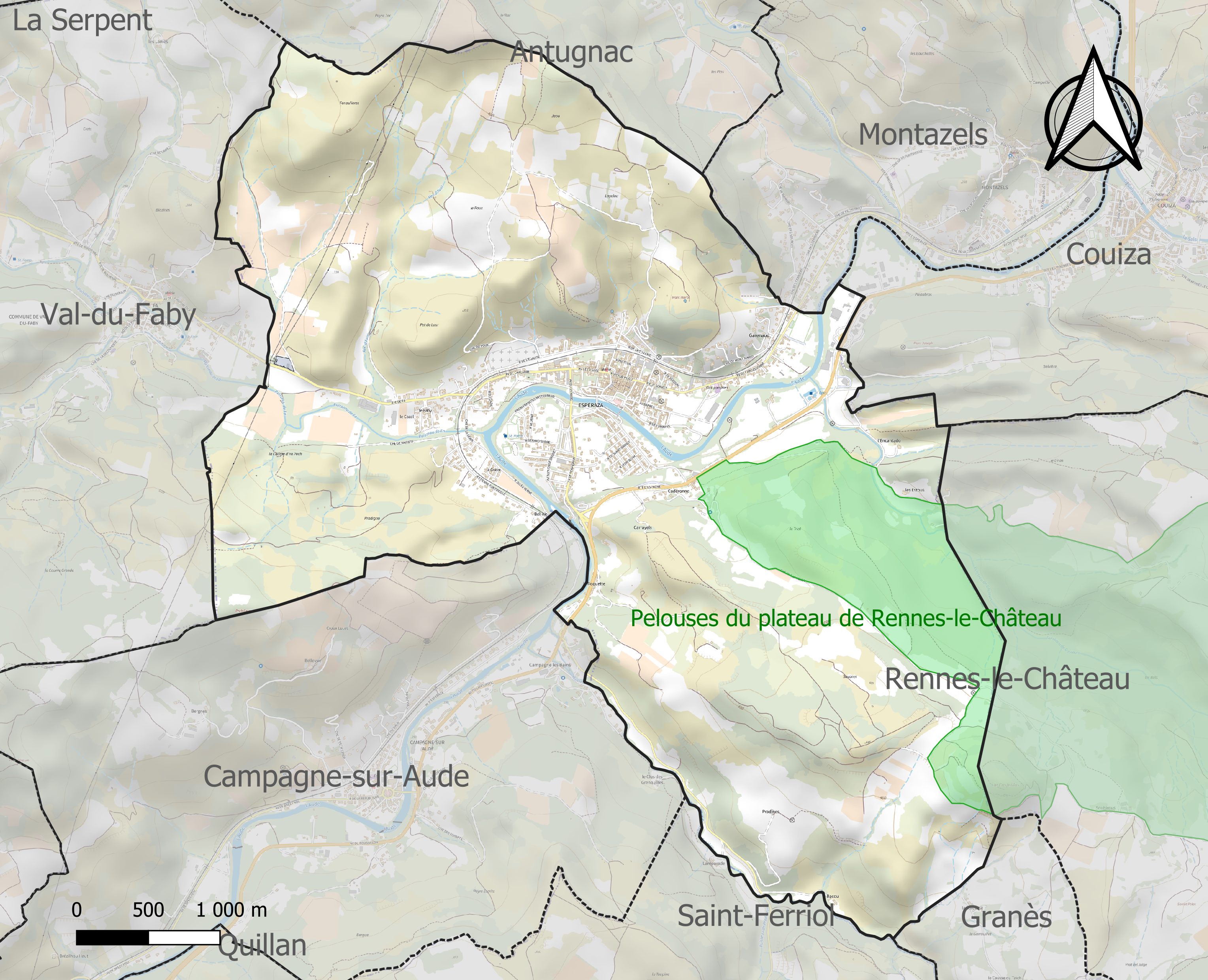
Carte de la ZNIEFF de type 1 sur la commune.
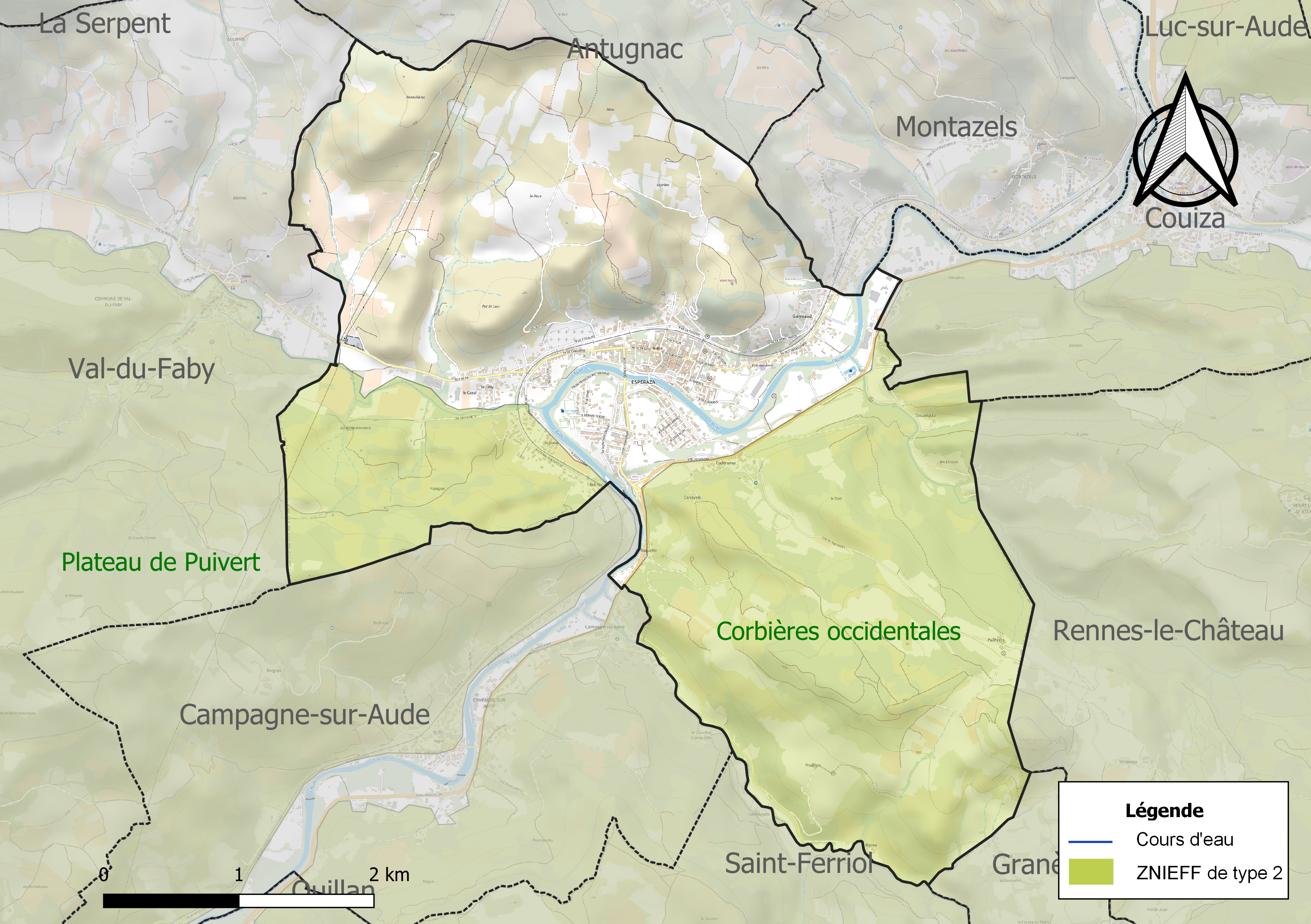
Carte des ZNIEFF de type 2 sur la commune.

## Urbanisme

### Typologie
Au 1er janvier 2024, Espéraza est catégorisée bourg rural, selon la nouvelle grille communale de densité à 7 niveaux définie par l'Insee en 2022.
Elle appartient à l'unité urbaine d'Espéraza, une agglomération intra-départementale dont elle est ville-centre,. La commune est en outre hors attraction des villes,.

### Occupation des sols
L'occupation des sols de la commune, telle qu'elle ressort de la base de données européenne d’occupation biophysique des sols Corine Land Cover (CLC), est marquée par l'importance des forêts et milieux semi-naturels (49,7 % en 2018), en augmentation par rapport à 1990 (34,9 %). La répartition détaillée en 2018 est la suivante : 
milieux à végétation arbustive et/ou herbacée (42,7 %), zones agricoles hétérogènes (37,3 %), zones urbanisées (13 %), forêts (7,1 %). L'évolution de l’occupation des sols de la commune et de ses infrastructures peut être observée sur les différentes représentations cartographiques du territoire : la carte de Cassini (XVIIIe siècle), la carte d'état-major (1820-1866) et les cartes ou photos aériennes de l'IGN pour la période actuelle (1950 à aujourd'hui).

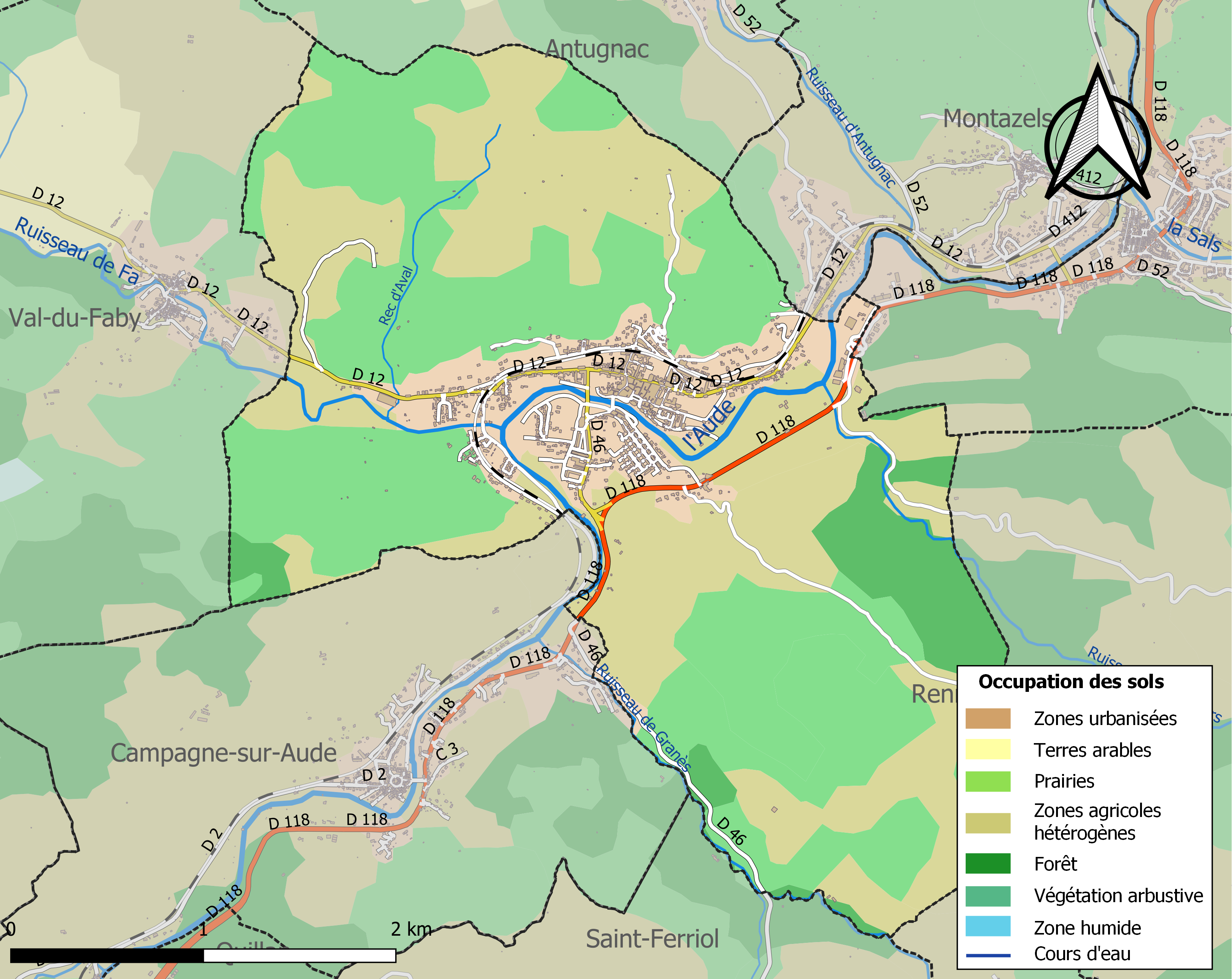
Carte des infrastructures et de l'occupation des sols de la commune en 2018 (CLC).

### Risques majeurs
Le territoire de la commune d'Espéraza est vulnérable à différents aléas naturels : météorologiques (tempête, orage, neige, grand froid, canicule ou sécheresse), inondations, feux de forêts et séisme (sismicité modérée). Il est également exposé à trois risques technologiques,  le transport de matières dangereuses et  le risque industriel et la rupture d'un barrage. Un site publié par le BRGM permet d'évaluer simplement et rapidement les risques d'un bien localisé soit par son adresse soit par le numéro de sa parcelle.

#### Risques naturels
Certaines parties du territoire communal sont susceptibles d’être affectées par le risque d’inondation par débordement de cours d'eau, notamment le ruisseau de Fa et l'Aude. La commune a été reconnue en état de catastrophe naturelle au titre des dommages causés par les inondations et coulées de boue survenues en 1982, 1987, 1988, 1992, 1996, 2009, 2018, 2019 et 2020,.

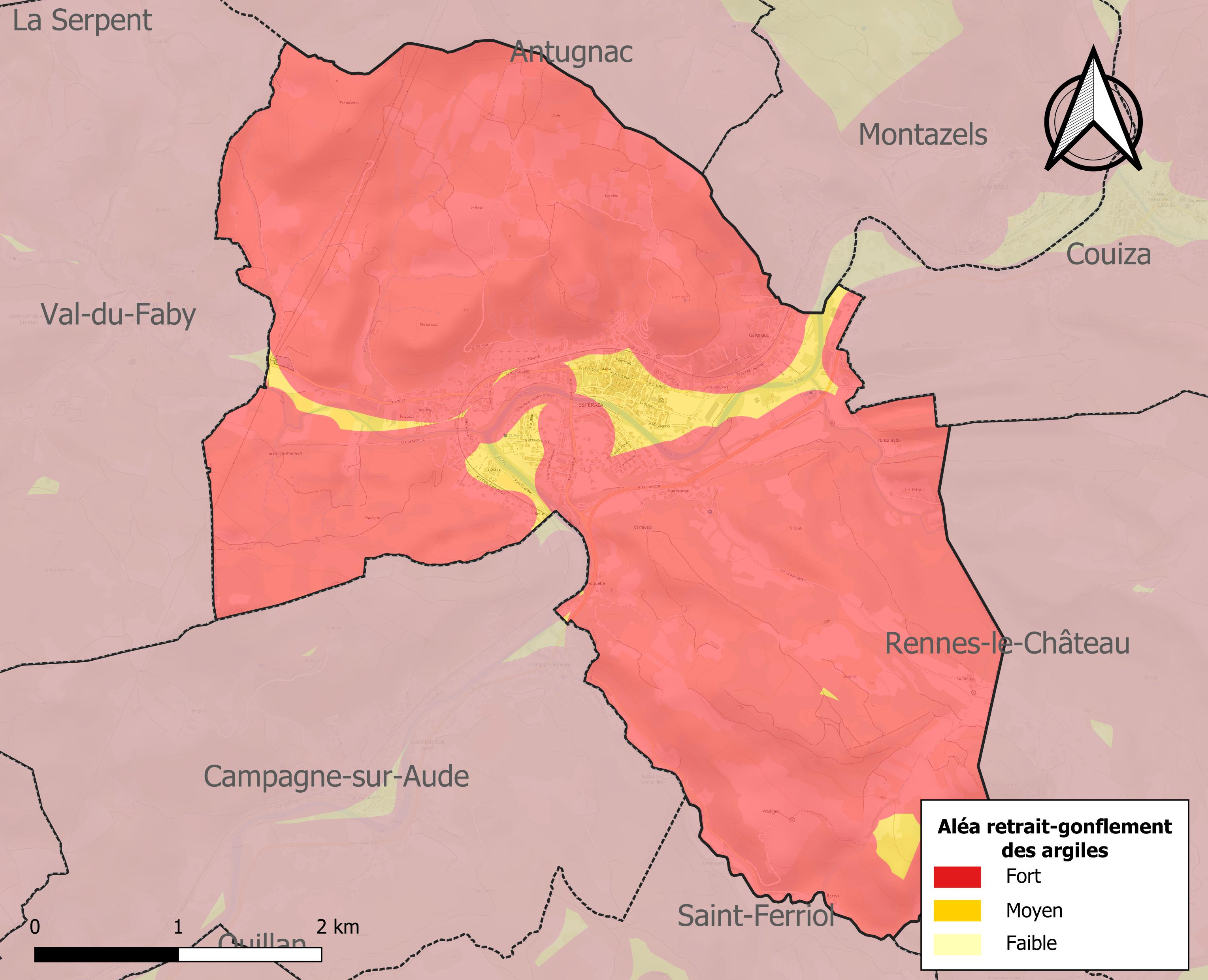
Carte des zones d'aléa retrait-gonflement des sols argileux d'Espéraza.

Le retrait-gonflement des sols argileux est susceptible d'engendrer des dommages importants aux bâtiments en cas d’alternance de périodes de sécheresse et de pluie. La totalité de la commune est en aléa moyen ou fort (75,2 % au niveau départemental et 48,5 % au niveau national). Sur les 1 138 bâtiments dénombrés sur la commune en 2019, 1138 sont en aléa moyen ou fort, soit 100 %, à comparer aux 94 % au niveau départemental et 54 % au niveau national. Une cartographie de l'exposition du territoire national au retrait gonflement des sols argileux est disponible sur le site du BRGM,.

#### Risques technologiques
La commune est exposée au risque industriel du fait de la présence sur son territoire d'une entreprise soumise à la directive européenne SEVESO.
Le risque de transport de matières dangereuses sur la commune est lié à sa traversée par une route à fort trafic. Un accident se produisant sur une telle infrastructure est en effet susceptible d’avoir des effets graves au bâti ou aux personnes jusqu’à 350 m, selon la nature du matériau transporté. Des dispositions d’urbanisme peuvent être préconisées en conséquence.
La commune est en outre située en aval des barrages de Matemale et de Puyvalador, deux ouvrages de classe A, situés dans le département des Pyrénées-Orientales. À ce titre elle est susceptible d’être touchée par l’onde de submersion consécutive à la rupture d'un de ces ouvrages.

## Histoire
En janvier 959, l'église Saint-Jean d'Espéraza appartient au monastère de Camon. L'autre église dédiée à Notre-Dame est donnée par le comte Roger le Vieux de Carcassonne et Razès à l'archevêque de Narbonne en 1007.
En 1154, les chevaliers Raimon de Niort et Guilhem d'Alaigne possèdent la seigneurie d'Espéraza. Il semble que le lieu appartienne à la même famille au moins depuis l'an 1000 jusqu'à la fin du XIIIe siècle.
Il existait un château au lieu de Caderonne au XIIe siècle, propriété d'une autre famille de chevaliers. En 1108, Hugues de Caderonne part en pèlerinage au Saint-Sépulcre de Jérusalem.

## Politique et administration

### Découpage territorial
La commune d'Espéraza est membre de la communauté de communes des Pyrénées audoises , un établissement public de coopération intercommunale (EPCI) à fiscalité propre créé le 30 mai 2013 dont le siège est à Quillan. Ce dernier est par ailleurs membre d'autres groupements intercommunaux.
Sur le plan administratif, elle est rattachée à l'arrondissement de Limoux, au département de l'Aude, en tant que circonscription administrative de l'État, et à la région Occitanie.
Sur le plan électoral, elle dépend du canton de la Haute-Vallée de l'Aude pour l'élection des conseillers départementaux, depuis le redécoupage cantonal de 2014 entré en vigueur en 2015, et de la troisième circonscription de l'Aude  pour les élections législatives, depuis le redécoupage électoral de 1986.

### Jumelages
- Vidreres (Espagne).
- Alanís (Espagne).

## Population et société

### Démographie
L'évolution du nombre d'habitants est connue à travers les recensements de la population effectués dans la commune depuis 1793. Pour les communes de moins de 10 000 habitants, une enquête de recensement portant sur toute la population est réalisée tous les cinq ans, les populations de référence des années intermédiaires étant quant à elles estimées par interpolation ou extrapolation. Pour la commune, le premier recensement exhaustif entrant dans le cadre du nouveau dispositif a été réalisé en 2004.

En 2022, la commune comptait 1 695 habitants, en évolution de −12,36 % par rapport à 2016 (Aude : +2,65 %, France hors Mayotte : +2,11 %).
| 1793  | 1800  | 1806  | 1821  | 1831  | 1836  | 1841  | 1846  | 1851  |
| ----- | ----- | ----- | ----- | ----- | ----- | ----- | ----- | ----- |
| 1 137 | 1 390 | 1 211 | 1 301 | 1 403 | 1 472 | 1 393 | 1 455 | 1 470 |

| 1856  | 1861  | 1866  | 1872  | 1876  | 1881  | 1886  | 1891  | 1896  |
| ----- | ----- | ----- | ----- | ----- | ----- | ----- | ----- | ----- |
| 1 382 | 1 613 | 1 662 | 1 820 | 1 720 | 1 747 | 1 792 | 2 199 | 2 373 |

| 1901  | 1906  | 1911  | 1921  | 1926  | 1931  | 1936  | 1946  | 1954  |
| ----- | ----- | ----- | ----- | ----- | ----- | ----- | ----- | ----- |
| 2 527 | 2 926 | 2 607 | 2 266 | 2 877 | 3 118 | 3 015 | 2 915 | 2 898 |

| 1962  | 1968  | 1975  | 1982  | 1990  | 1999  | 2004  | 2006  | 2009  |
| ----- | ----- | ----- | ----- | ----- | ----- | ----- | ----- | ----- |
| 2 939 | 2 766 | 2 529 | 2 512 | 2 250 | 2 129 | 2 166 | 2 174 | 2 063 |

| 2014  | 2019  | 2022  | - | - | - | - | - | - |
| ----- | ----- | ----- | - | - | - | - | - | - |
| 1 960 | 1 729 | 1 695 | - | - | - | - | - | - |

### Enseignement

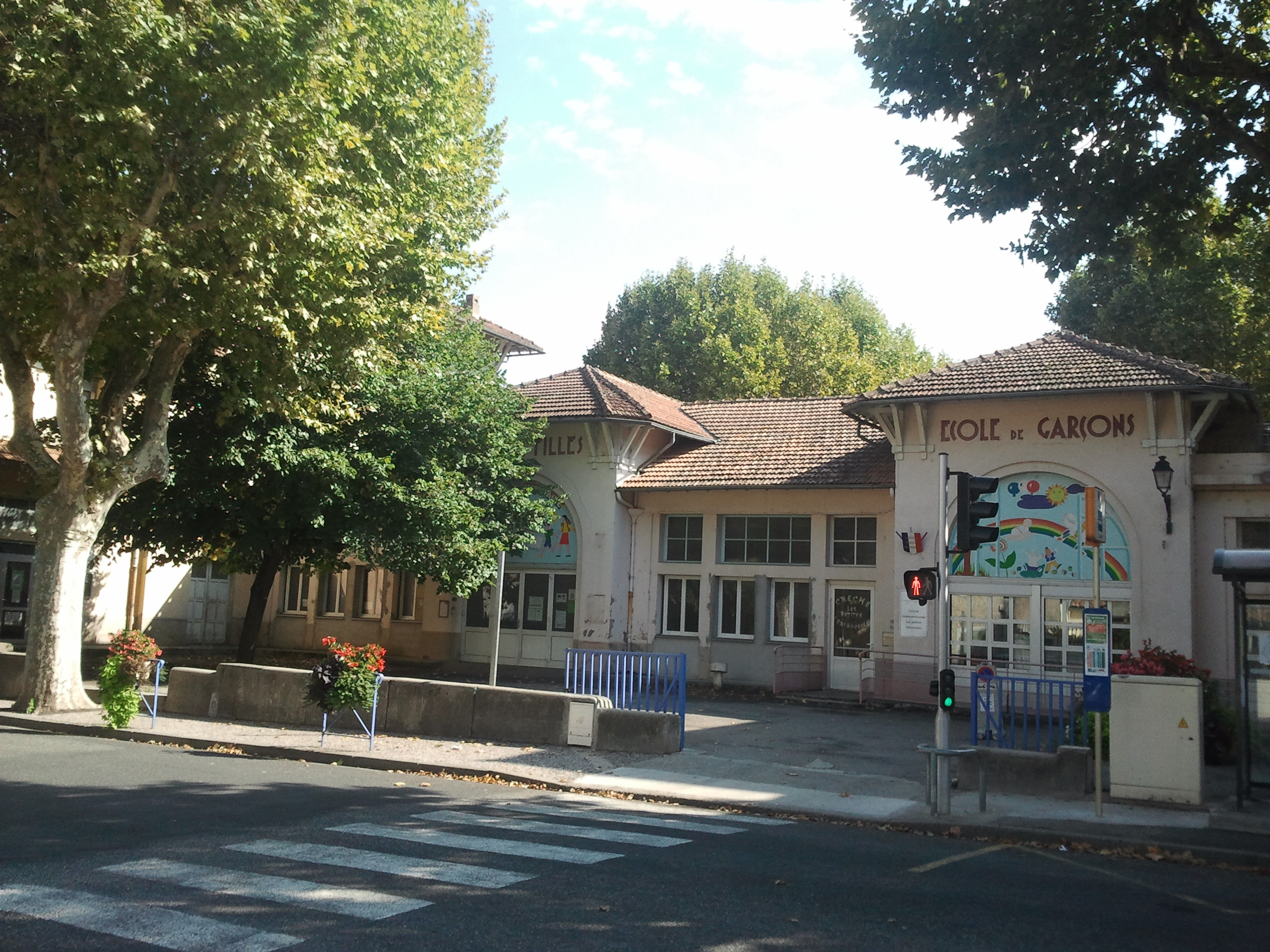
L'école élémentaire.

Espéraza dispose sur son territoire d'une école maternelle (45 élèves en 2016) et d'une école élémentaire (108 élèves en 2016).

### Manifestations culturelles et festivités
- Accueil chaque début septembre du festival "Polyphonie en Haute vallée de l'Aude" organisé par l'association "les amis du Gesppe".

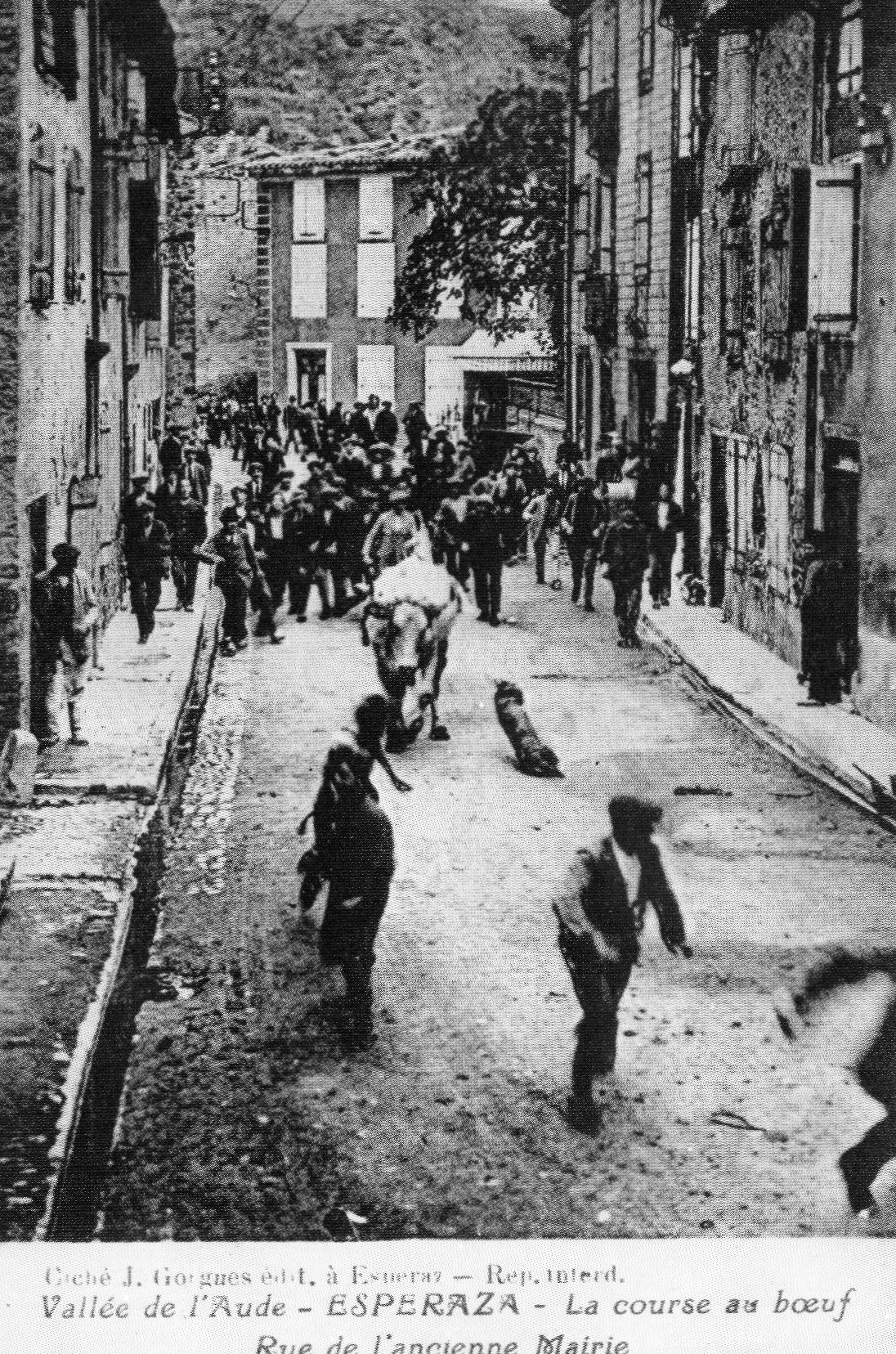
Course du boeuf

- Course du boeufLa course du boeuf. Faire courir le bœuf (faïre courrer lé biou) à travers le village, avant de l’abattre est une très vieille tradition espérazanaise. Bien entendu il s’agit le plus souvent d’une vache. Elle est précédée par un morceau de cuir roulé (pays de tanneries) : lé quer, tiré par les plus courageux, attaché à une corde. La foule excite l’animal par derrière.    Une délibération du conseil municipal du 1.2.1909 p. 44d, nous dit que Bruneau Jules, ouvrier chapelier, réclame des dommages pour un accident à lui survenu à Espéraza le 21.5.1908 au lieu-dit Le Pont-Neuf. Il a été renversé par la foule qui faisait « courir le bœuf » ; fracture de la rotule. En dépit de l’interdiction, par arrêté municipal, de la course du bœuf depuis 1892 les courses continuent. Elles ont probablement cessé avant la 2° guerre mondiale, précision à trouver.
- À l'époque le 25 Juillet, jour de la Saint-Jacques, patron des chapeliers, avait lieu la grande fête de la chapellerie.
- Une autre tradition est chère aux Espérazanais, c'est la tradition des Ermites dont les premières traces remontent à 1930. L'après-midi des Cendres, en février, était un jour chômé dans les usines, et après souper, les ouvriers participaient au Carnaval. Le lendemain était le jour des Ermites. Cette fête marquait la fin du Carnaval. Les Ermites, vêtus d'une chemise de nuit blanche et d'un chapeau melon noir, un oeil dessiné avec du noir de fumée, passaient accompagnés de musiciens dans les ateliers sous les maisons et chantaient de vieux airs tout en chinant les filles et les patrons; ils récoltaient aussi de l'argent et des bouteilles dans leur panier.L'après-midi, le vin chaud est servi sur la place du village pour remercier les habitants d'avoir donné l'obole. La journée se finit par Carnaval.

### Santé
La commune possède une maison de retraite et un centre alzheimer ainsi qu'une maison de santé, située Rue Pasteur.
[réf. nécessaire]

### Sports
Cyclisme sur route
- Grand Prix cycliste d'Espéraza.

Ce critérium fut créé en 1935. Sa dernière édition date de 1967. Il fut remporté cette année-là par le belge Joseph Soeters. De grands noms du cyclisme participèrent à ce grand prix : l'italien Pierre Brambilla, vainqueur en 1943 ; le belge Lucien Vlaemynck, deuxième en 1945 ; Robert Chapatte, vainqueur en 1952 ; Louison Bobet, vainqueur en 1954.
- 14e étape du Tour de France 2007.

Rugby à XV
- Le  Cercle Athlétique d'Espéraza devenu le Club athlétique omnisports Esperazanais puis le Couiza Esperaza entente sportive (COES) en 2001
  - Vice-champion de France de 1re série en 2010
  - Champion du Languedoc de 1re série en 2010
  - Champion de France de 2e série en 2009
  - Champion du Languedoc de 2e série en 2009[45]
  - Vice-champion de France de 2e série en 2005
  - Champion de France de 3e division en 1959[46]
  - Champion de France de 3e série en 1925

Football
Équipe de l'AS ESPERAZA (dite ASE) crée en 2019 commençant en Division 4 du district de l'Aude et finissant premier de son championnat dès la première année ce qui lui permet de débuter en D3 dès 2020.

## Économie

### Revenus
En 2018  (données Insee publiées en septembre 2021), la commune compte 944 ménages fiscaux, regroupant 1 708 personnes. La médiane du revenu disponible par unité de consommation est de 17 380 € (19 240 € dans le département).

### Emploi
| Division       | 2008   | 2013   | 2018   |
| -------------- | ------ | ------ | ------ |
| Commune        | 14,2 % | 16,4 % | 14,5 % |
| Département    | 10,2 % | 12,8 % | 12,6 % |
| France entière | 8,3 %  | 10 %   | 10 %   |

En 2018, la population âgée de 15 à 64 ans s'élève à 922 personnes, parmi lesquelles on compte 65,6 % d'actifs (51,1 % ayant un emploi et 14,5 % de chômeurs) et 34,4 % d'inactifs,. Depuis 2008, le taux de chômage communal (au sens du recensement) des 15-64 ans est supérieur à celui de la France et du département.
La commune est hors attraction des villes,. Elle compte 563 emplois en 2018, contre 510 en 2013 et 569 en 2008. Le nombre d'actifs ayant un emploi résidant dans la commune est de 490, soit un indicateur de concentration d'emploi de 114,9 % et un taux d'activité parmi les 15 ans ou plus de 38,7 %.
Sur ces 490 actifs de 15 ans ou plus ayant un emploi, 226 travaillent dans la commune, soit 46 % des habitants. Pour se rendre au travail, 77 % des habitants utilisent un véhicule personnel ou de fonction à quatre roues, 2,6 % les transports en commun, 15 % s'y rendent en deux-roues, à vélo ou à pied et 5,5 % n'ont pas besoin de transport (travail au domicile).

### Activités hors agriculture

#### Secteurs d'activités
182 établissements sont implantés  à Espéraza au 31 décembre 2019. Le tableau ci-dessous en détaille le nombre par secteur d'activité et compare les ratios avec ceux du département,.
| Secteur d'activité                                                                                        | Commune | Commune | Département |
| Secteur d'activité                                                                                        | Nombre  | %       | %           |
| --- | ------- | ------- | ----------- |
| Ensemble                                                                                                  | 182     | 100 %   | (100 %)     |
| Industrie manufacturière, industries extractives et autres                                                | 19      | 10,4 %  | (8,8 %)     |
| Construction                                                                                              | 21      | 11,5 %  | (14 %)      |
| Commerce de gros et de détail, transports, hébergement et restauration                                    | 50      | 27,5 %  | (32,3 %)    |
| Information et communication                                                                              | 5       | 2,7 %   | (1,6 %)     |
| Activités financières et d'assurance                                                                      | 3       | 1,6 %   | (2,7 %)     |
| Activités immobilières                                                                                    | 9       | 4,9 %   | (5,2 %)     |
| Activités spécialisées, scientifiques et techniques et activités de services administratifs et de soutien | 24      | 13,2 %  | (13,3 %)    |
| Administration publique, enseignement, santé humaine et action sociale                                    | 36      | 19,8 %  | (13,2 %)    |
| Autres activités de services                                                                              | 15      | 8,2 %   | (8,8 %)     |

Le secteur du commerce de gros et de détail, des transports, de l'hébergement et de la restauration est prépondérant sur la commune puisqu'il représente 27,5 % du nombre total d'établissements de la commune (50 sur les 182 entreprises implantées  à Espéraza), contre 32,3 % au niveau départemental.

#### Entreprises
Les cinq entreprises ayant leur siège social sur le territoire communal qui génèrent le plus de chiffre d'affaires en 2020 sont : 
- Golgemma, commerce de gros (commerce interentreprises) de produits chimiques (11 496 k€)
- SA Espe, supermarché (8 177 k€)
- Sefa, fabrication de machines pour les industries textiles (3 679 k€)
- Martinez Freres, travaux de maçonnerie générale et gros œuvre de bâtiment (424 k€)
- Phichar, activités des sièges sociaux (381 k€)

### Agriculture
|                                   | 1988 | 2000 | 2010 |
| --------------------------------- | ---- | ---- | ---- |
| Exploitations                     | 51   | 15   | 5    |
| Superficie agricole utilisée (ha) | 358  | 190  | 121  |

La commune fait partie de la petite région agricole dénommée « Région viticole ». En 2010, l'orientation technico-économique de l'agriculture  sur la commune est la viticulture (appellation et autre). Cinq exploitations agricoles ayant leur siège dans la commune sont dénombrées lors du recensement agricole de 2010 (douze en 1988). La superficie agricole utilisée est de 121 ha.

## Culture locale et patrimoine

### Lieux et monuments

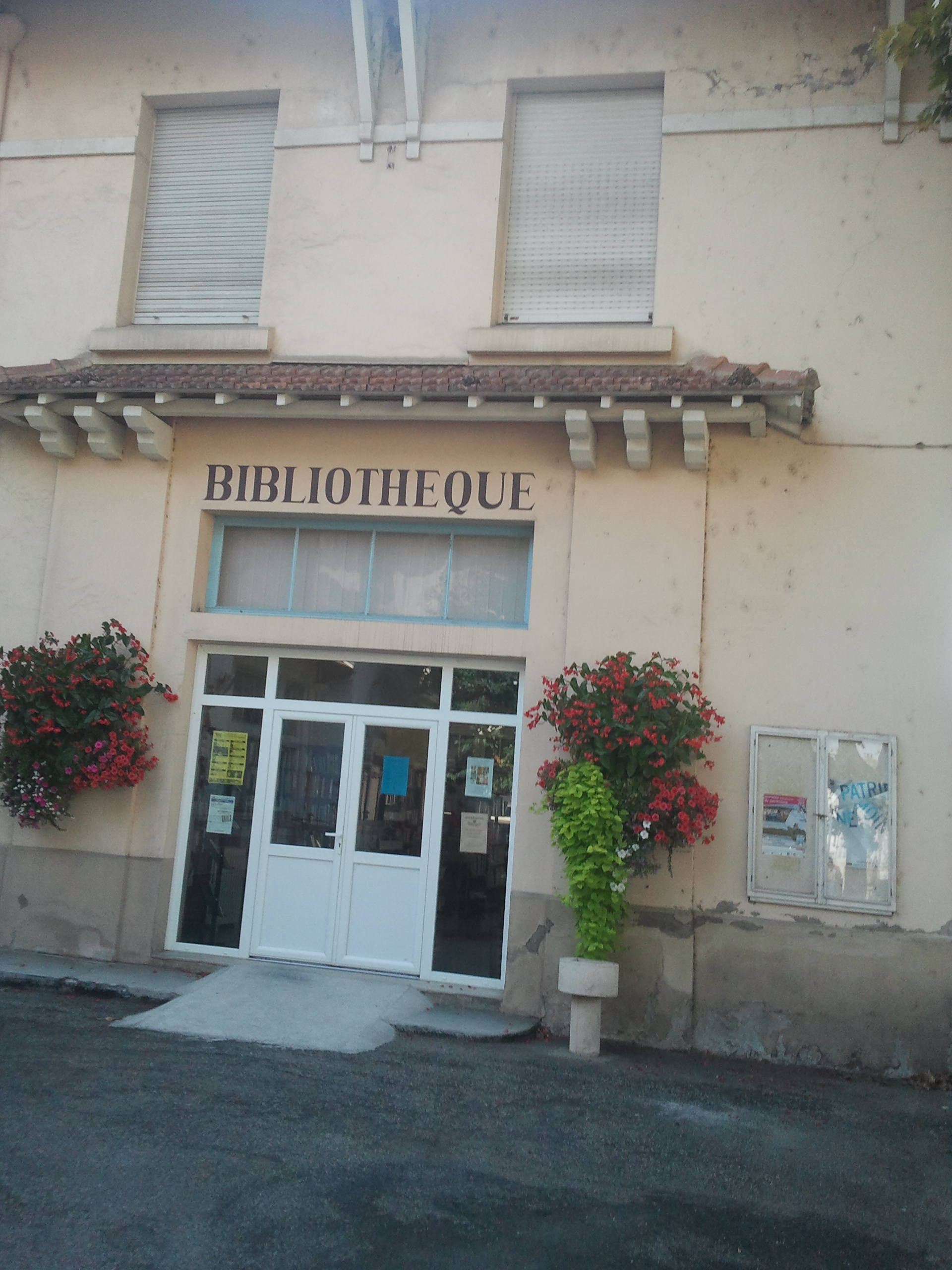
La bibliothèque.

- Église Saint-Michel d'Espéraza. L'Église (à l'exception des parties classées) a été inscrite au titre des monuments historiques en 1956[51]. Le mur recouvert de peintures murales qui se trouve dans la sacristie a été classé au titre des monuments historiques en 1956[51]. Église de style roman construite au XIIIe siècle au bord de l'Aude. Entièrement détruite en 1575 lors des combats qui opposent la population aux protestants qui se sont retranchés dans le village. Elle est reconstruite dans la première moitié du XVIIe siècle. Les travaux se termineront en 1664. Au XIXe siècle le mur de protection, côté rivière, est construit et l'entrée au pied de la tour est murée du côté de la place Rouget-de-l'Isle. L'église a été complètement rénovée entre 1995 et 2007 sous la municipalité Lafitte. En 2003, une statue de saint Jean-Baptiste, sans doute du XVIIIe siècle, a été découverte sous les pavages du chœur.
- Dinosauria, le musée des dinosaures d'Espéraza.
- Musée de la chapellerie.
- Bibliothèque municipale.

### Personnalités liées à la commune
- Antoine Salva (1774-1806) : général d'Empire né à Espéraza ;
- Étienne Pierre Debosque (1774-1824), homme politique, député de l'Aude en 1815, pendant les Cent-Jours
- Marie Dénarnaud (1868-1953) : servante de l'abbé Saunière, née à Espéraza ;
- Auguste Ferrié (1868-1932) : général inventeur des transmissions militaires modernes, originaire de Limoux par son père. il vint souvent passer ses vacances enfant à Espéraza chez une de ses tantes et l'une des rues du village porte son nom ;
- Élie Sermet (1901-1944) : né à Espéraza, ouvrier chapelier, syndicaliste, résistant, déporté et décédé au camp Dachau[52];
- Alexandre Iché (1909-1980) : joueur de rugby, champion de France avec Narbonne en 1936 et vice-champion en 1933 avec ce même club, né à Espéraza ;
- Pierre-Marie Rougé (1910-1977) : ecclésiastique et évêque de Nîmes, né à Espéraza ;
- Pierre François Fau dit Farvèze (1912-1999) : peintre, styliste et décorateur, né à Espéraza ;
- Paul Barrière (1920-2008) : ancien président de la Fédération française de rugby à XIII et fondateur de l'International Football Association Board, né à Espéraza ;
- Joseph Guiraud (1929-2020), joueur international et entraineur de rugby à XIII, né à Espéraza.
- Jean Clottes (1933-) : préhistorien, né à Espéraza ;
- Jean-Pierre Boccardo (1942-2019) : athlète spécialiste du 400 mètres, né à Espéraza.
- Jean Le Loeuff (1965-) : paléontologue, directeur du Musée des Dinosaures (Dinosauria)

### Héraldique
| Blason de Espéraza | Blason  | D'argent au chevron de gueules accompagné de trois tourteaux d'azur. |
| Blason de Espéraza | Détails | Le statut officiel du blason reste à déterminer.                     |